# Tinieblas Jr.
Tinieblas JR (Ciudad de México, 26 de mayo de 1966), conocido como Tinieblas Jr., es un luchador profesional mexicano. Es hijo de Manuel Leal Peña, quien luchó durante varios años como Tinieblas.

## Carrera

### Debut (1990)
Tinieblas Jr. hizo su debut como luchador profesional en 1990, usando una máscara muy parecida a la de su padre.

### Lucha Libre USA (2010–2012)
Durante el verano de 2010, Tinieblas Jr. comenzó a trabajar para  Lucha Libre USA, una nueva promoción de lucha libre, respaldada por MTV2, para la que tuvo su primera lucha el 19 de junio de 2010. El 22 de enero de 2011, Tinieblas Jr. y El Oriental se convirtieron en los primeros Campeones en Parejas de LLUSA al derrotar a Puerto Rican Power (PR Flyer y San Juan Kid) y Treachery (Rellik y Sydistiko) en una lucha por equipos de tres contra tres equipos. Más tarde traicionó a El Oriental, ganando el título en parejas con Sol, aunque las circunstancias controvertidas que rodearon el cambio de título llevaron a que el campeonato quedara vacante. El 27 de agosto, hizo equipo con Lizmark Jr. para enfrentarse a El Oriental y Águila, saliendo derrotados.
El 25 de marzo de 2012, tuvo su último encuentro para LLUSA, en el que salió victorioso derrotando a Super Nova durante un evento en vivo.

## Campeonatos y logros
- American Combat Wrestling
  - Copa Guerrera de Leyendas (1 vez, actual) [8]

- International Wrestling Revolution Group
  - IWRG Intercontinental Heavyweight Championship (2 veces)

- Lucha Libre USA
  - LLUSA Tag Team Championship (2 veces) - con El Oriental (1) y Sol (1)[4]

- World Wrestling Organization
  - WWO Heavyweight Championship (3 veces)

## Luchas de apuestas
| Ganador                 | Perdedor                   | Lugar                    | Evento         | Fecha                  | Notas      |
| ----------------------- | -------------------------- | ------------------------ | -------------- | ---------------------- | ---------- |
| Tinieblas Jr. (máscara) | Cíclope (máscara)          | Ciudad de México         | Evento en vivo | 26 de marzo de 1993    |            |
| Tinieblas Jr. (máscara) | Chicano Power (máscara)    | Los Ángeles, California  | Evento en vivo | 9 de diciembre de 1995 | [ Nota 1 ] |
| Tinieblas Jr. (máscara) | Sangre Chicana (cabellera) | Tijuana, Baja California | Evento en vivo | 22 de junio de 2007    | [ Nota 2 ] |